# 양병 (조위)
양병(楊炳, ? ~ ?)은 조위의 관료로, 자는 문종(文宗)이며 홍농군 화음현(華陰縣) 사람이다. 후한의 시중(侍中) 양중(楊衆)의 후손이며 서진의 권신 양준의 형이다.

## 사적
조위에서 통사랑(通事郞)을 지내고 모정후(蓩亭侯) 작위를 이어받았으나, 일찍 죽었다.
훗날 딸 양염이 서진 무제의 황후가 되었을 때, 황후의 아버지로서 거기장군에 추증되었고 시호를 목(穆)이라 하였다.

## 가계

### 관련 인물
- 양수　양염　양제　양준　양지　양진　양표